# (27410) Grimmett
Pour les articles homonymes, voir Grimmett.
(27410) Grimmett est un astéroïde de la ceinture principale.

## Description
(27410) Grimmett est un astéroïde de la ceinture principale. Il fut découvert le 12 mars 2000 à Socorro (Nouveau-Mexique) par le projet LINEAR. Il présente une orbite caractérisée par un demi-grand axe de 2,32 UA, une excentricité de 0,08 et une inclinaison de 6,9° par rapport à l'écliptique.

## Compléments